# Wachtang Bachtadze
Wachtang Dawidowicz Bachtadze (ros. Вахтанг Давидович Бахтадзе; ur. 26 grudnia 1914, zm. 14 września 1991) – radziecki i gruziński reżyser filmowy, twórca filmów animowanych. Zasłużony Działacz Sztuk Gruzińskiej SRR. Od 1953 roku w studiu Gruzija-film. Członek ASIFA.

## Wybrana filmografia
- 1968: O moda, moda!
- 1975: Dziewczynka i gąsior
- 1977: Mistrz Posetatz na dnie morza